# Finnische Literatur
Unter finnischer Literatur wird im Folgenden die in der finnischen Sprache verfasste Literatur verstanden. Zur finnlandschwedischen Literatur siehe dort bzw. im Abschnitt Anderssprachige Literatur aus Finnland, wo auch die in Finnland entstandenen samischsprachigen Literaturen behandelt werden. Alle in Finnland entstandenen Literaturen werden als ein Teil der skandinavischen Literatur bzw. nordischen Literatur betrachtet. Verglichen mit vielen anderen europäischen Literaturtraditionen ist die finnische Literatur sehr jung.

## Späte Entwicklung zur Kultur- und Literatursprache

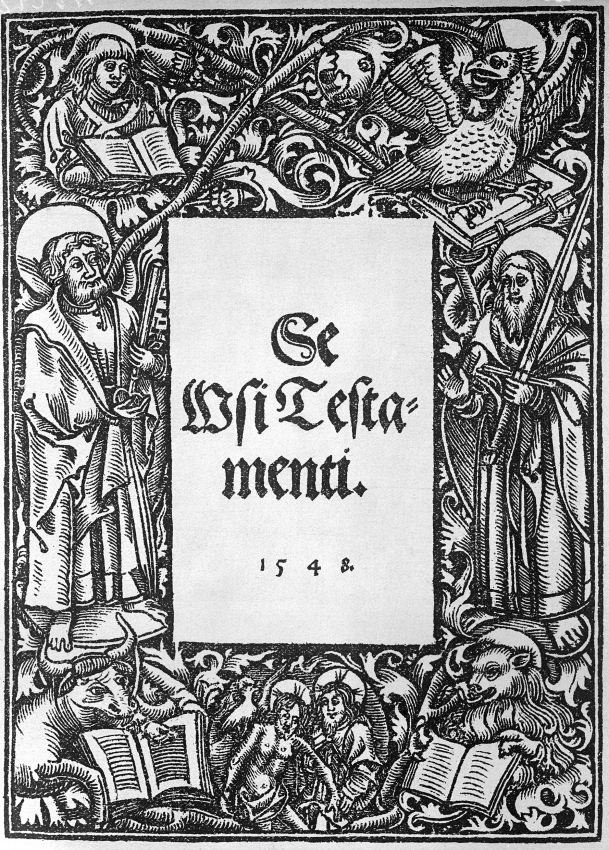
Übersetzung des Neuen Testamentes von Mikael Agricola (1548)

In schriftlicher Form wird die finnische Sprache erst seit der Reformation und auch danach
lange Zeit hauptsächlich zu kirchlichen Zwecken verwendet. Eine mittelalterliche oder Renaissanceliteratur gibt es also nicht.
Über viele Jahrhunderte war die Regierungs- und Kultursprache eine andere als die finnische Volkssprache, denn Finnland war fast siebenhundert Jahre ein integraler Teil Schwedens (siehe den Abschnitt Ein Teil Schwedens im Artikel Geschichte Finnlands). Auch in den darauffolgenden mehr als einhundert Jahren, als Finnland ein mit weitgehender innerer Autonomie ausgestattetes Großfürstentum innerhalb des Russischen Kaiserreichs war (siehe dazu Großfürstentum Finnland), blieb Schwedisch zunächst die dominierende Sprache. Zu einer gleichberechtigten Amtssprache wurde das Finnische erst im Jahr 1902 (siehe Finnische Sprachenpolitik).
Den größten Werken der finnischsprachigen Literatur liegt die Absicht der Schaffung und Erhaltung einer starken finnischen Identität zu Grunde.

## Volksdichtung
Die finnische Sprache wurde erst vor etwa 150 Jahren zu einer modernen Literatursprache entwickelt. Vor dem 19. Jahrhundert existierte keine finnischsprachige Belletristik im modernen Sinne; sie ist ein Produkt der Nationalromantik und entwickelte sich in engem Zusammenhang mit der Volksdichtung. Bis ins 20. Jahrhundert bildete diese das tragende Fundament der finnischen Literatur. Sie ist im Laufe von 1000 Jahren entstanden, doch wirken die 1,5 Millionen im Druck vorliegenden Liedverse sehr einheitlich. Oft ist ihnen die Entstehungszeit nicht anzumerken, was auf die durchgängige Verwendung von Alliteration und achtsilbig-trochäischem Versmaß zurückzuführen ist. Eine weitere stilistische Besonderheit der Volksliteratur ist der Parallelismus, d. h. die Wiederaufnahme eines Satzteils oder einer Phrase oder die Wiederholung des Inhalts mit ähnlichen Worten im Nachvers.
Diese finnische Volksdichtung existierte in zahlreichen Gattungen und Formen: als lyrische oder epische Dichtung, als didaktische, deutend-beschwörende oder schamanistische Zaubergesänge, als Jagdlieder oder Ursprungsgesänge (Historiola). Ihr Ursprung lag wohl meist an der Westküste; später verschob sich der Schwerpunkt ihrer Überlieferung in den Osten nach Karelien, wo sie im 19. Jahrhundert von Sängern in künstlerisch anspruchsvoller Form gepflegt wurden. Im Osten am Ladogasee lag ein weiterer Schwerpunkt der Liedertradition. Auch die Wikinger- und vorreformatorische Zeit haben diese Traditionen nicht auslöschen können, obwohl man in den Historiola christliche Einflüsse erkennen kann, die den schamanistischen Zaubergesang zurückdrängen. Die Eigentümlichkeiten der finnischen Sprache verhinderten, dass Volksdichtung aus anderen Kulturen ohne tiefgreifende Adaption einfach „importiert“ werden konnte. Zu der ältesten Schicht der epischen Lieder gehören die dem Zauberer Väinämöinen gewidmeten Gesänge.

## Vor dem 16. Jahrhundert
Was in der finnischen Sprache geschrieben wurde, ist relativ neu, so dass sich aus dem Mittelalter oder davor keine wesentliche Literatur erhalten hat. Einige wichtige Bücher, wie die Bibel oder geschriebene Gesetze, standen bis ins 16. Jahrhundert nur auf Lateinisch, auf Schwedisch oder auf anderen europäischen Sprachen (Französisch oder Deutsch) zur Verfügung. Die finnische Sprache wurde von der katholischen Kirche nur in mündlicher Form verwendet. Als erste namentlich bekannte Figur der finnischen Literaturgeschichte gilt der Mönch Jöns Budde, der Ende des 15. Jahrhunderts lateinische Texte ins Schwedische übersetzte.
Die wahrscheinlich älteste finnische Text ist eine Übersetzung des Gebetes Vaterunser in dem 1544 von Sebastian Münster in Basel veröffentlichten Buch Cosmographia (in deutsch-lateinischer Version).

## Schaffung der Schriftsprache im 16. und 17. Jahrhundert
Die finnische Schriftsprache begründete der lutheranischen Pastor Mikael Agricola (1510–1557), der Sohn eines Landwirts und spätere Bischof von Turku. Sein Hauptwerk ist das Neue Testament (Se Wsi Testamenti) in finnischer Übersetzung, das 1548 veröffentlicht wurde und das erste in finnischer Literatursprache geschriebene Werk wurde. Daneben verfasste Agricola acht weitere Werke – meist Übersetzungen – in finnischer Sprache, wobei er sich auf südwestfinnische Dialekte stützte. Von seinem Wortschatz sind heute noch etwa 60 Prozent in Gebrauch. In der Vorrede zu seiner Psalterübersetzung gibt er einen Überblick über die altfinnischen Götter und Halbgötter, eine immer noch wichtige Quelle zur alten finnischen Religion. Daneben entwickelte sich im späten 16. Jahrhundert eine finnische Kirchenlieddichtung, als deren Hauptvertreter Hemminki von Masku mit seinem lange in Benutzung befindlichen Kirchenliedbuch von 1605 gilt. Erst 1642 erschien die gesamte Bibel in finnisches Übersetzung, nun schon in stärker standardisierter Schreibweise. Juhana Cajanus (Johann Cajanus) verfasste 1683 das lange Poem Yxi hengellinen Weisu („Ein geistliches Lied“) zur Vergänglichkeit alles Irdischen im Geiste der Vanitas-Dichtung.
Seit dem späten 17. Jahrhundert verlangte die Kirche von jeder Person, die Grundtexte des lutherischen Glaubens lesen zu können. So wurde mit hohem Druck die Lesefähigkeit breiter Schichten erreicht.
Der Große Nordische Krieg 1700–1721, der auch Finnland verwüstete. förderte die Entstehung einer Flugblattliteratur. Über die schrecklichen Ereignisse berichtete auch Gabriel Calamnius (1695–1754) in seinen Sururunot suomalaiset („Finnische Trauergedichte“, 1734). Viele Gelehrte waren vor dem Krieg nach Schweden geflüchtet; der Gebrauch der finnischen Sprache unter den Gebildeten ging stark zurück.

## Die Aufklärung und die Fennophilen
Das Finnische blieb so lange Zeit eine „Bauernsprache“, die in gebildeten Kreisen geächtet war. Finnland galt den schwedischen Verwaltungsbeamten oft als barbarisch. In akademischen Kreisen in Turku entwickelten jedoch einige Gelehrte, die Fennophilen, ein besonderes Interesse für die finnische Sprache und Kultur. Als erster Fennophiler wird oft Daniel Juslenius (1676–1752) erwähnt, Professor für Hebräisch, Griechisch und Theologie und Bischof von Skara in Schweden. Er schuf ein idealisiertes Bild über die finnische Kultur und ihre glorreiche Vergangenheit und suchte Spuren einer vermeintlichen alten finnischen Hochkultur überall in Europa. Der bedeutendste Fennophile war freilich der Universalgelehrte Henrik Gabriel Porthan (1739–1804), Bibliothekar und Professor an der Universität Turku, der in schwedischer und lateinischer Sprache schrieb. Sein Hauptwerk war eine umfangreiche Studie über die mittelalterlichen Chroniken der finnischen Bischöfe. Er gilt als Gründervater der finnischen Geschichtsschreibung. Mit gleichgesinnten Kollegen gründete Porthan die Aurora-Gesellschaft, eine gelehrte patriotische Geheimgesellschaft, die die Kultur in Finnland im Geiste der Aufklärung fördern wollte. Die Gesellschaft gab 1771 Finnlands erste Zeitung in Turku heraus, die in schwedischer Sprache erschien, aber so über das akademische Milieu hinaus wirkte, während die Herausgabe einer finnischsprachigen Zeitung 1775/76 durch Antti Lizelius noch an der geringen Leserschaft scheiterte. Ein Schüler Porthans, Christfried Ganander (1741–1790), Geistlicher aus Ostbottnien, verfasste eine umfassende Mythologia Fennica (1789), eine Sammlung des alten finnischen Volksglaubens, und ein großes Wörterbuch des Finnischen, das jedoch nie gedruckt wurde, sowie Bücher über Krankheiten und Tierkrankheiten.

## Die Nationalbewegung und das Ende der schwedischen Dominanz

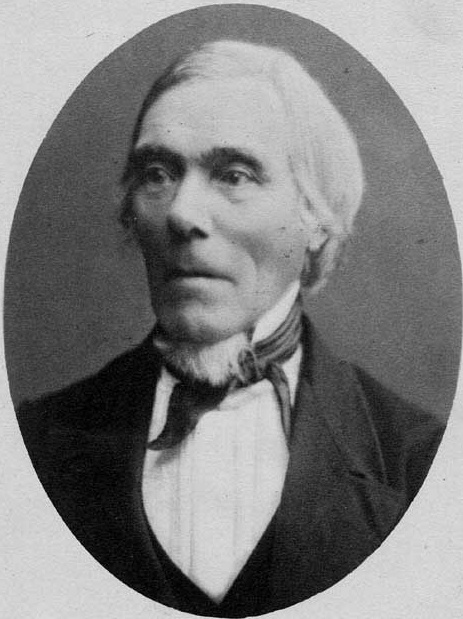
Elias Lönnrot (1802–1884)

Auf der Grundlage dieser Bewegung entstand unter der 1809 errichteten zaristischer Herrschaft, jedoch bei relativer Autonomie und gefördert durch das Sprachdekret Alexander II., eine finnische nationalromantische Bewegung. Diese Nationalbewegung richtete sich mit russischer Unterstützung gegen die Dominanz des Schwedischen, das nur von einem Siebtel der Finnen als Muttersprache gesprochen wurde, und führte zur Aufwertung der Volksdichtung. Finnland bekam zeitweise sogar eine Armee und eine neue Hauptstadt: 1812 ersetzte Helsinki das Zentrum Turku, womit auch der schwedische Einfluss zurückging.
Die schwedischsprachigen Autoren in Turku hatten eine romantische Schule in der Tradition Porthans und unter dem Einfluss der deutschen romantischen Philosophie gebildet. Ihre Vertreter gerieten jedoch teils in Konflikt mit der russischen Zensur und wanderten nach Schweden aus wie Frans Mikael Franzén. Einige Vertreter förderten aber auch die finnische Volkskultur und die finnische Nationalbewegung. Zu diesen Unterstützern zählten Johan Gabriel Linsén (1785–1848) und Carl Axel Gottlund (1796–1875), der selbst zwei Bände mit finnischer Volksdichtung herausgab. In der aufklärerischen Tradition Porthans stand Jaakko Juteini (eigentlich Jakob Judén, 1781–1855), ein Zeitgenosse der Turkuer Romantiker, der in Viipuri (Wiburg) lebte und die ersten finnischen Theaterstücke verfasste.
Um 1830 verschob sich der intellektuelle Schwerpunkt Finnlands nach Helsinki. Zu der sogenannten Helsinkier Romantik zählen der finnlandschwedische Schriftsteller Johan Ludvig Runeberg, der Naturphilosoph Johan Vilhelm Snellman und am Rande Elias Lönnroth (1802–1884), ein Arzt aus einer finnischstämmigen Familie. 1831 wurde hier die Finnische Literaturgesellschaft Suomalaisen Kirjallisuuden Seura gegründet, die heute noch existiert und wichtig für den Aufbau eines Literaturbetriebs und Verlagswesens wurde. Beide Gesellschaften kommunizierten jedoch noch auf Schwedisch. Pietari Hannikainen (1813–1899), ein Vertreter der Fennomanie, gründete 1847 das (kurzlebige) finnisches Gegenstück Kanawa zur schwedischen Zeitschrift Snellmanns in Wiborg und schrieb in den 1840er Jahren mehrere bühnentaugliche Stücke, darunter das erste finnische Schauspiel überhaupt (Silmänkääntäjä, „Der Gaukler“, 1847).

### Kalevala- Nationalepos
Kalevala

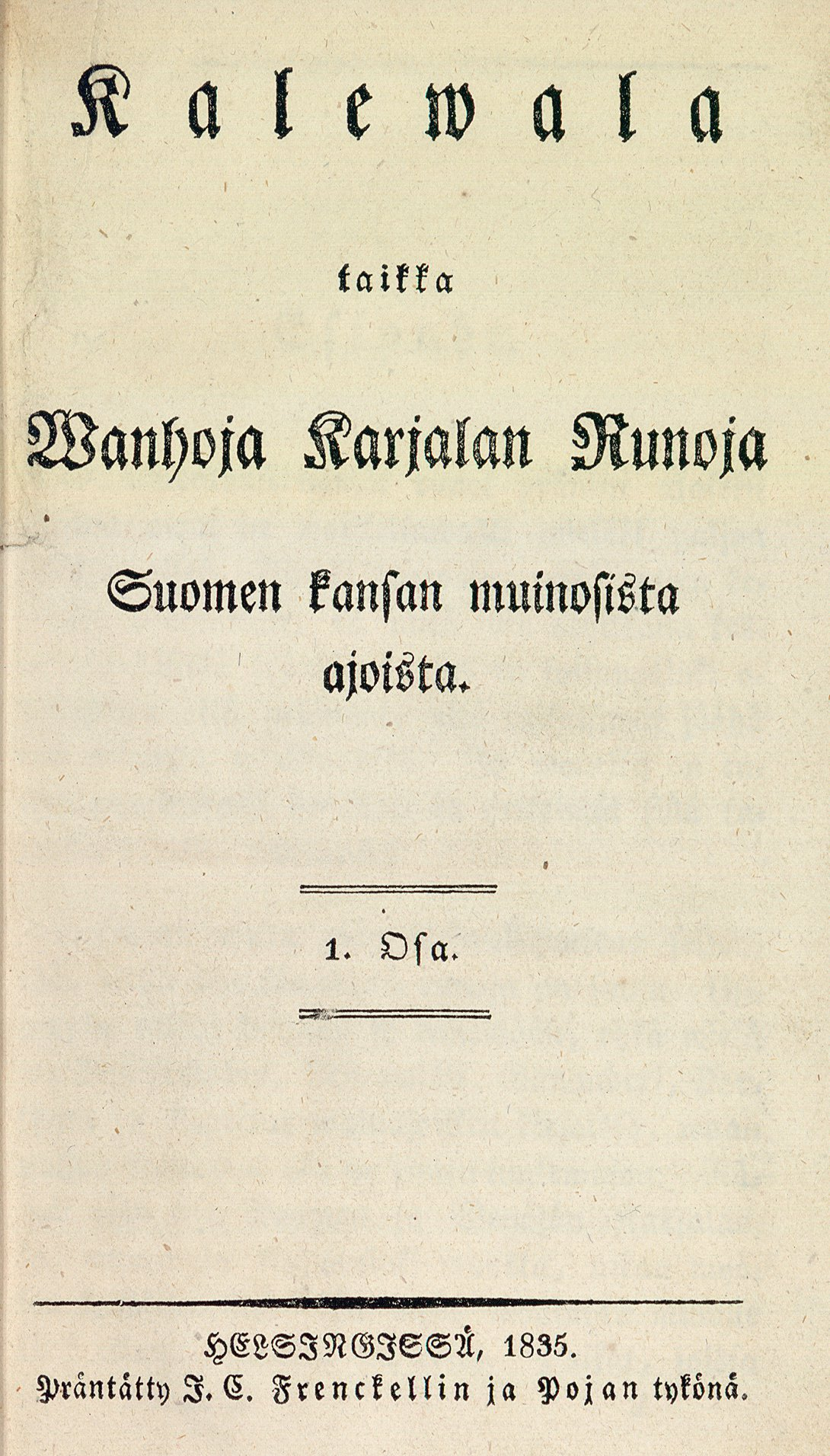
Erstausgabe des Kalewala von 1835

Das finnische Epos Kalevala ist eine in jahrzehntelanger Arbeit von Elias Lönnrot aus mündlich überlieferten Gesängen gesammelte und dichterisch zu einem einheitlichen Ganzen verbundene Sammlung finnischer Volksdichtung, die 1835 zuerst veröffentlicht wurde. Das Werk wurde rasch zum finnischen Nationalepos und zum Symbol des finnischen Nationalismus. Anton Schiefner (1817–1879) schuf unter dem Titel Kalewala, das National-Epos der Finnen die erste Übersetzung in die deutsche Sprache (1852), die derzeit maßgebliche deutsche Übersetzung stammt von Hans Fromm (1967).
Das Kalevala-Versmaß, das auch in Estland gebräuchlich ist, unterscheidet sich von den Versmaßen der indoeuropäischen Sprachen. Es handelt sich um einen trochäischen Tetrameter (im Deutschen meist vierhebiger Jambus genannt). Jeder Vers besteht also vier Abfolgen von Hebung und Senlung und somit aus acht Silben. Die Grundregel des Kalevala-Versmaßes besagt, dass de Anfangssilbe eines Wortes lang sein muss, wenn sie in der Hebung eines Versfußes steht, und kurz, wenn sie in der Senkung steht.
Kanteletar
Als lyrisches „Schwesterwerk“ des Kalevala gilt die Kanteletar, eine 1840 ebenfalls von Elias Lönnrot zusammengestellte Sammlung finnischer Volkspoesie. Sie nutzt die gleichen Stilmittel wie das Kalevala.
Die Werke hatten großen Einfluss auf andere finnische Künstler wie Jean Sibelius (1865–1957), den international meistbeachteten finnischen Komponisten. Doch bald nach der erweiterten Neuausgabe des Kalevala 1849 wurde das Zensurgesetz von 1850 erlassen, eine Folge der revolutionären Unruhen in Europa 1848. Daher erschienen für längere Zeit keine finnischsprachige Literatur; nur Bücher mit wirtschaftlichen oder religiösen Themen durften gedruckt werden.

## Spätromantik
Die zweite Hälfte des 19. Jahrhunderts war durch Konflikte um die sprachliche Hegemonie bestimmt. In den 1860er Jahren kam es zunächst zu einer Lockerung der Zensur und zu weiteren liberalen Reformen. Die von schwedischen Pastoren dominierte Kirche wurde vom Staat getrennt, zugleich wurden finnische Volksschulen eingerichtet. 1863 wurde das Finnische endlich mit dem Schwedischen gleichgestellt und stieg zur Amts- und Bildungssprache auf. Russland unterstützte zunächst die Verwendung des Finnischen. In dieser Phase des kulturellen Aufschwungs und der frühen Industrialisierung entwickelte sich aber auch der Sprachen- und Parteienstreit zwischen Anhängern der schwedischen und der finnischen Partei sowie den neutralen Liberalen. Die Finnische Partei spaltete sich schnell in Konservative und Liberale; die literarischen Vertreter der Liberalen standen dem Realismus nahe und bereiteten den Weg für eine finnischsprachigen Prosa. Hannikainen setzte nach langer Pause seine Arbeit als Dramatiker, Lyriker und Übersetzer fort; er sorgte dafür, dass zahlreiche Begriffe aus den Bereichen der Verwaltung, Erziehung, Wirtschaft und Technik Einzug in die finnische Alltagssprache fanden.

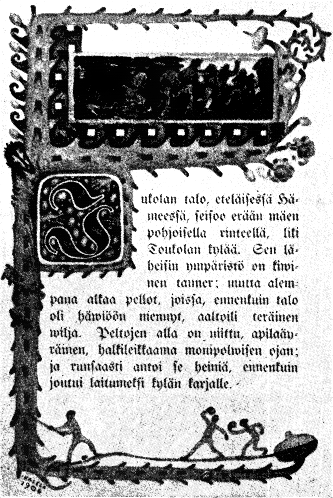
Erste Seite einer finnischen Ausgabe der Sieben Brüder von Aleksis Kivi

Das erste in finnischer Sprache veröffentlichte Roman (und vielleicht der bis heute bedeutendste) war Die sieben Brüder (1870 in Form von Heften im Abonnement) von Aleksis Kivi (1834–1872). Dieses Werk des spätromantischen Idealismus – typisch für Finnland ist die geistesgeschichtliche „Verspätung“ gegenüber Westeuropa – gilt allgemein als das größte Werk der finnischsprachigen Literatur. Es verweist stilistisch bereits auf den Realismus. Das dialogreiche Werk über sieben Brüder im Konflikt zwischen der wilden Natur und den sozialen Anforderungen der noch fragilen Zivilisation eines kleinen Walddorfes kann als Stammesepos der Finnen auf dem Weg von heidnischen Gebräuchen, brutalen Auseinandersetzungen und einem rohen, alttestamentarisch anmutenden Glauben zum lese- und schreibkundigen christlichen Bauernvolk gelesen werden, wobei die lutherische Kirche mit dem von ihr ausgehenden massiven Druck zu Alphabetisierung eine Schlüsselrolle einnimmt. Der sich diesem Druck lange Zeit verweigernde dickköpfige älteste Bruder trägt deutliche Züge von Cervantes’ Don Quijote.
Kivi trat auch als Lyriker, aber vor allem als Komödiendichter hervor. Ein klassischer Text aus seiner Feder ist die Bauernkomödie Die Heideschuster (1864), das wie auch der Einakter Die Verlobung von gescheiterten Heiratsplänen handelt. Beeinflusst von Shakespeare und Ludvig Holberg, wurde Kivi zum Begründer des realistisch-humoristischen Volksstücks, für das die Gründung der Finnischen Nationaltheaters in Helsinki später eine repräsentative Bühne lieferte.
Karl Jacob Gummerus 1840–1898 ist ein weiterer Vertreter der frühen finnischsprachigen romantischen Prosaliteratur der Zeit (Verjekset; dt. „Brüder“); er schrieb auch Kurzgeschichten und Novellen. Weitere Autoren der Romantik sind der Sprachforscher, Übersetzer und Lyriker August Ahlqvist (Pseudonym: A. Oksanen, 1826–1889) und Karlo Robert Kramsu (1855–1895), der in seinen bitteren Balladen den Bauernaufstand von 1596–97 besingt. Der Dramatiker Kaarlo Bergbom (1843–1906) begründete in den 1870er Jahren das Finnische Nationaltheater in Helsinki. Nach 1865 nahmen aber die Probleme mit der Zensur wieder zu. Russland unternahm seit 1900 erfolglose Russifizierungsversuche, die 1906 beendet wurden.

## Realismus und Naturalismus

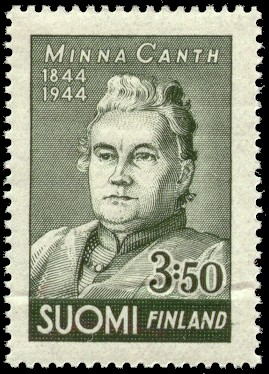
Minna Canth auf einer finnischen Briefmarke zum 100. Geburtstag 1944

Hauptvertreter eines von französischen und skandinavischen Vorbildern beeinflussten psychologischen Realismus war Juhani Aho mit seinem verschlüsselt-autobiographischen Roman Yksin („Allein“, 1890). Sein Roman Jahu (1911; dt. Schweres Blut) über eine Dreiecksgeschichte auf dem Lande, die anscheinend zwangsläufig in eine Tragödie mündet, wurde viermal – teils mit stark verändertem Schluss – verfilmt. Die schlichte, aber geradlinig erzählte Handlung — ihr Verlauf wird durch die mehrfache Erwähnung der Axt, des späteren Mordinstruments, bereits mit den ersten Sätzen des Romans angedeutet — hat fast des Status eines Nationalmythos.
Minna Canth, eine sozial engagierte Frauenrechtlerin, verfasste Erzählungen und Theaterstücke im Geiste des Naturalismus über Frauen im Konflikt mit dem Gesetz, über den verbreiteten Alkoholismus und die allgemeine Armut auf dem Lande. Ihr Drama Anna-Liisa (1895) über eine Kindsmörderin im bäuerlichen Milieu wurde ebenfalls mehrfach verfilmt.
Doch schon bald wurde diese sozialrealistische Literatur durch eine Welle neuromantisch-symbolistischer Werke verdrängt.

## Erste Hälfte des 20. Jahrhunderts
Nach 1900 setzten sich vor allem in der Lyrik von Eino Leino und Volter Kilpi (1874–1939) neuromantisch-archaisierende bzw. im Werk des Lyrikers und bedeutenden Übersetzers Otto Manninen (1872–1950) symbolistische Strömungen durch. 1916 publizierte Aaro Hellaakoski seine ersten symbolistischen Gesichte. In der Epik dominierte jedoch eine realistische Darstellung des Volkes, die teils vom russischen Realismus, aber auch von religiösen Ideen Tolstois beeinflusst ist wie etwa bei Ilmari Kianto. Am berühmtesten wurde sein Roman Punainen viiva („Der rote Strich“, 1908, ein Symbol der Sozialdemokratie auf den Wahlzetteln), der den meist erfolglosen Kampf der Bauern gegen Armut und Natur in Nordfinnland schildert.
Nach dem Ersten Weltkrieg und der Unabhängigkeit kam es zu einer Polarisierung von linken und rechten politischen Kräften, der sich auch die Literaten nicht entziehen konnten. Dieser Konflikt wurde in den 1930er Jahren durch einen erbitterten Sprachstreit zwischen nationalistischen finnischen und schwedischen Intellektuellen und Studenten überlagert wurde. In den 1930er Jahren richtete sich der Blick aber auch von der nationalen auf die soziale Frage. Vor dem Hintergrund eines aktiven Arbeitervildungswesens entstand in Finnland eine autobiographisch geprägte Arbeiterliteratur, deren erster und wichtigster Vertreter Toivo Pekkanen mit Tehtan Varjossa (1932) war. Der vorher entstandene, aber erst 1953 erschienene Roman Lapsuuteni („Meine Kindheit“, Leipzig 1987) wurde ins Deutsche übersetzt.
Frans Eemil Sillanpää (1888–1964) erhielt für seinen Roman Nuorena nukkunut (1931, dt.: Silja, die Magd) im Jahr 1939 als bislang einziger Finne den Literaturnobelpreis. Der Roman handelt vom frühen Tuberkulosetod des schönen Landmädchens Silja, die mit 16 Jahren Vollwaise wurde und kaum Zeit hatte, „mehr zu sein als ein Mensch, der lächelnd sein Schicksal erfüllte“. Das Buch wurde 2017 neu ins Deutsche übersetzt („Jung entschlafen“).

## Nach dem Zweiten Weltkrieg

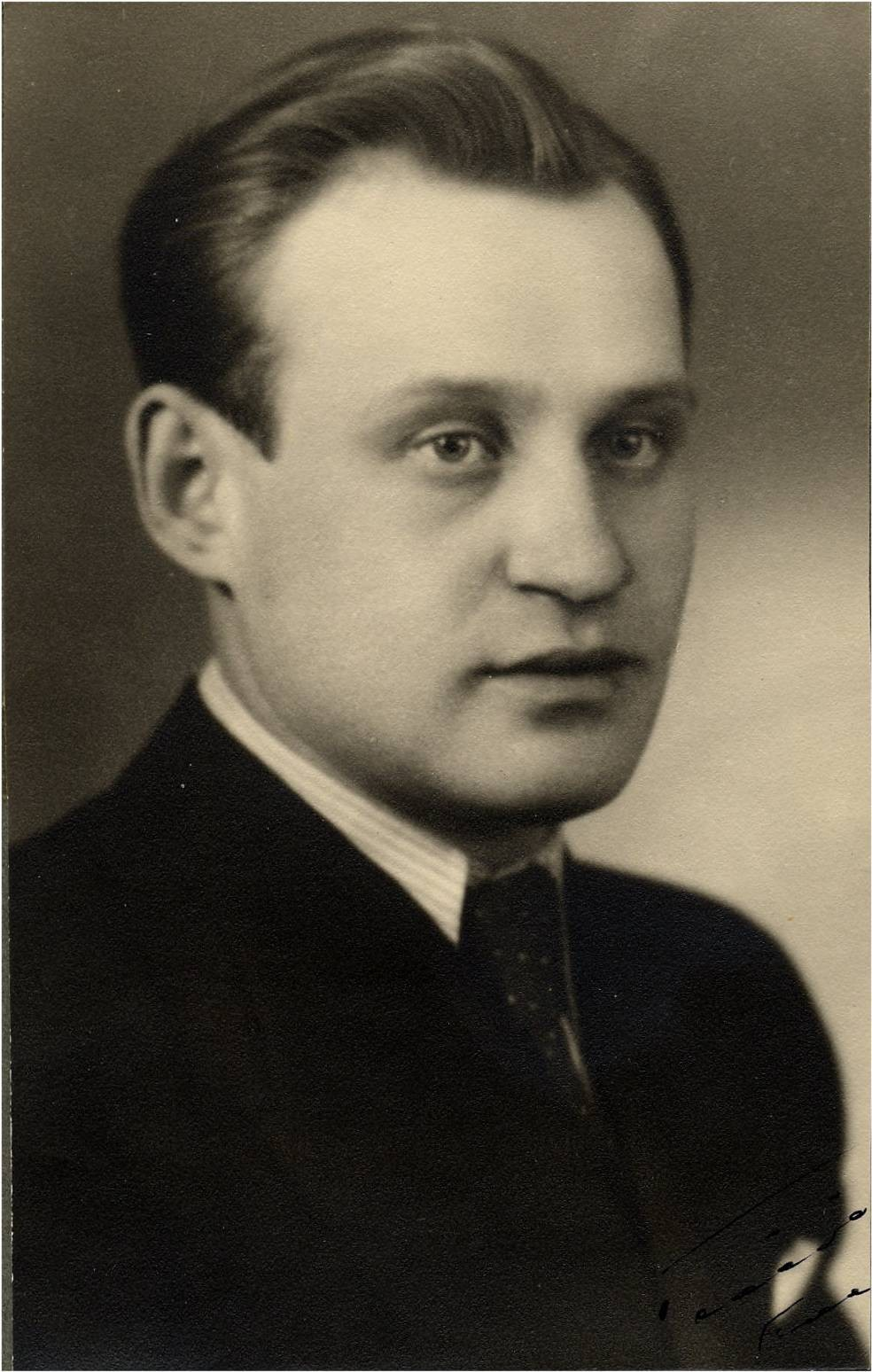
Väinö Linna (ca. 1947)

Nach dem Zweiten Weltkrieg publizierte der einem sozialen Realismus verpflichtete Väinö Linna (1920–1992) sein bekanntestes Werk Der unbekannte Soldat oder Kreuze in Karelien (finnischer Originaltitel: Tuntematon sotilas). In dem 1954 erschienenen Werk beschreibt er den Krieg gegen die Sowjetunion und kritisiert das Heldenpathos. Es wurde erst 2000 ungekürzt veröffentlicht, weil viele Passagen in der Nachkriegszeit als anstößig angesehen wurden. Seine Trilogie Hier unter dem Polarstern schildert die Wunden des Bürgerkriegs nach dem Ersten Weltkrieg.
Weltweit beliebt und 1954 verfilmt wurde der umfangreiche historische Roman  Sinuhe (1945) von Mika Waltari (1908–1979), der eine realistische Kultur- und Sittengeschichte der Regierungszeit Echnatons zeichnet. Waltari, Literaturwissenschaftler und theologisch gebildeter Sohn eines Gefängnispfarrers, veröffentlichte etwa 10 gut recherchierte historische Romane sowie auch Kriminalromane und Erzählungen, die auch das Thema religiöser Sinnsuche behandeln.

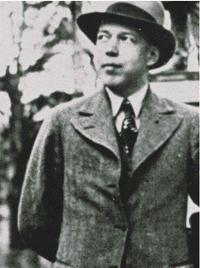
Mika Waltari (1935)

In den 1970er Jahren erlebte Finnland tiefgreifende Veränderungen, vor allem durch die Landflucht aus Nord- und Ostfinnland und die Verstädterung im Süden und Westen, die sich in der Literatur spiegeln und teils humoristisch behandelt werden. Juha Mannerkorpi, Epiker und Dramatiker, wurde u. a. durch seinen stilistisch vielfältigen humoristischen Episodenroman Sudenkorento (1970) bekannt. Seine Opernlibretto Avain handelt von einer Alien-Invasion in einer Großstadt.

## Zeitgenössische Literatur
Ironie und skurriler Humor zeichnet viele Werke der Lyrik und Epik der heutigen Zeit aus. Arto Paasilinna (1942–2018) wurde durch humoristische Romane mit Titeln wie Der wunderbare Massenselbstmord, Vorstandssitzung im Paradies, Weltretten für Anfänger international erfolgreich. Viele seiner in fast 30 Sprachen übersetzten, millionenfach verkauften Bücher wurden verfilmt. Annika Idström (1946–2011) wurde durch ihre Romane, die in Finnland teils als skandalös empfunden wurden, sowohl in der DDR als auch in Westdeutschland bekannt (Mein Bruder Sebastian, dt. 1992). Tommi Kinnunen (* 1973) verfasste Familienromane mit autobiographischen Anklängen. In dem Roman Kärjäläinen ja jänis (Bettler und Hase) von Tuomas Kyrö (* 1974) schlägt sich ein rumänischer Bettler durch das ganze Land. Von den Romanen und Krimis Antti Tuomainens wurden mehrere ins Deutsche übersetzt („Klein-Sibirien“, 2020). Die Protagonistin von Rosa Liksoms postmoderner Satire Kreisland (1996, dt. Crazeland = Kreisland, 1999) bewegt sich zwischen Lappland, Moskau und den USA.

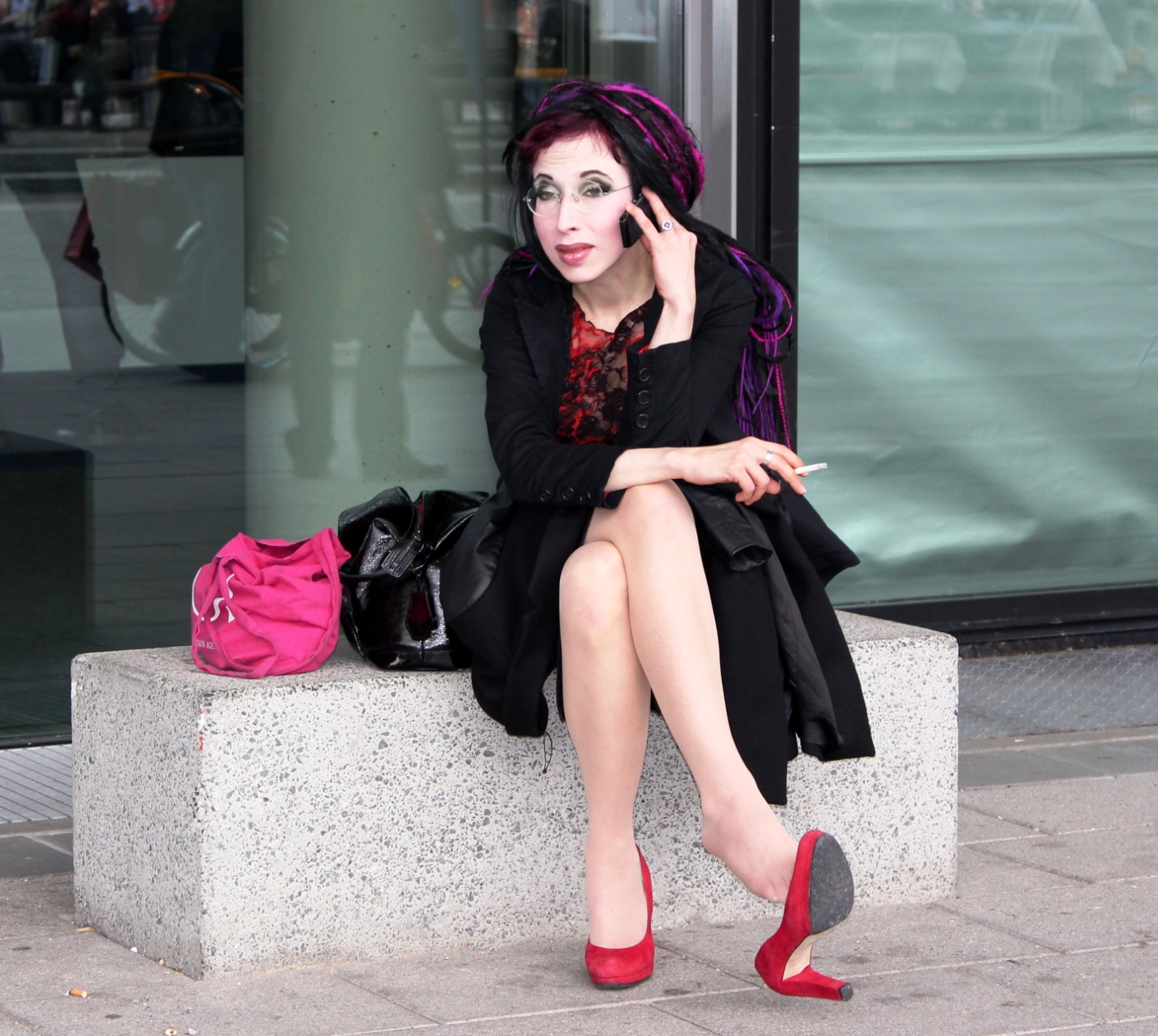
Sofi Oksanen auf der Frankfurter Buchmesse 2014

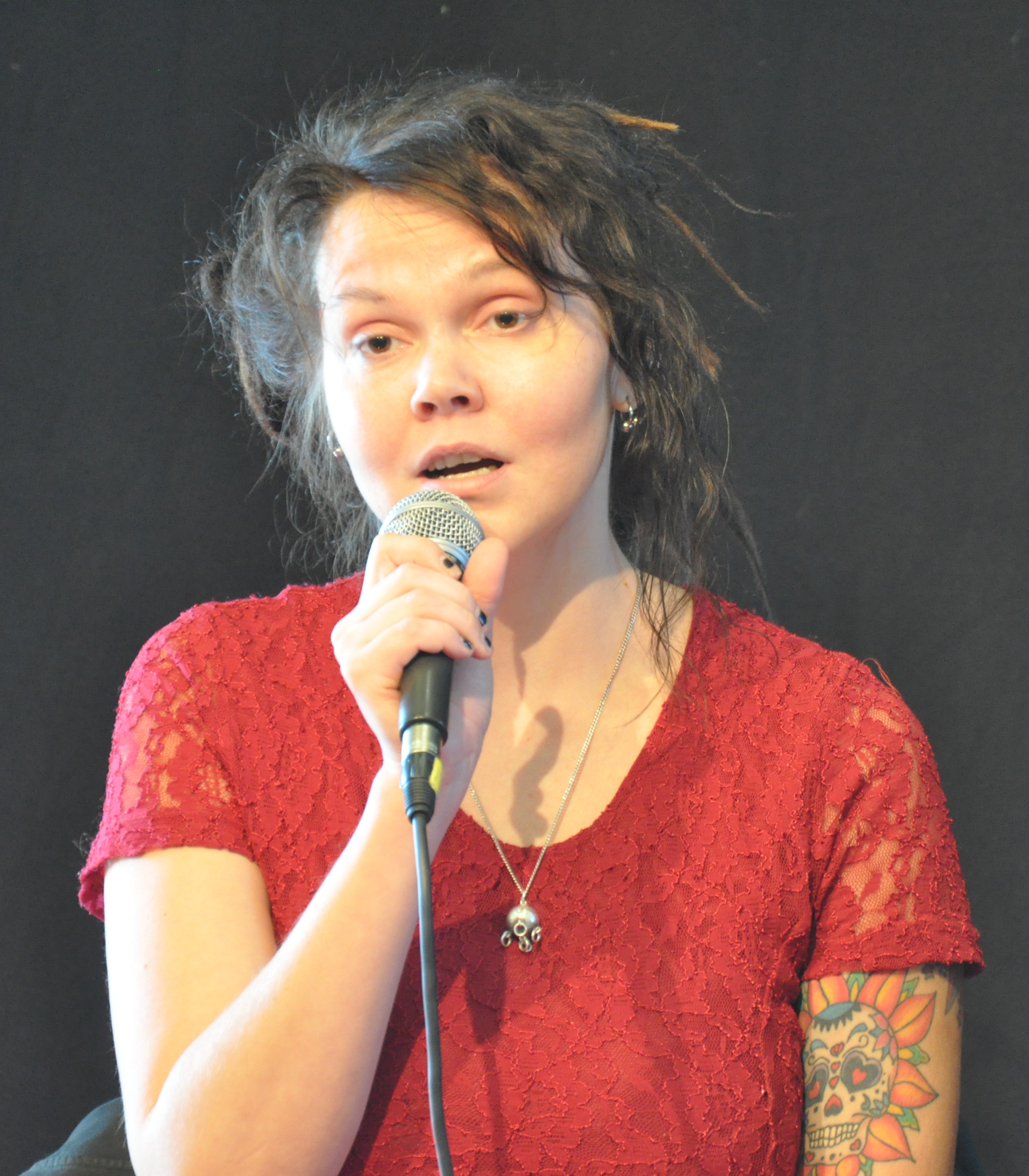
Katja Kettu (2011)

Neuerdings gewinnt die Geschichtsepik wieder an Bedeutung. Die derzeit populärste finnische bzw. finnisch-erstnische Autorin dürfte Sofi Oksanen (* 1977) sein. Ihre Romane – Fegefeuer wurde in fast 40 Sprachen übersetzt und war ein enormer kommerzieller Erfolg – handeln vom Schrecken des Nationalsozialismus und Stalinismus in Finnland und Estland. Jari Järvelä (* 1985) und Jari Tervo (* 1959), der auch als Autor eines Kriminalromans ausgezeichnet wurde, verfassten historische Romantrilogien zu den Wendepunkten der neueren finnischen Geschichte. Katja Kettu (* 1978) wurde auch in Deutschland durch den Roman Kätilö (2011; dt. „Wildauge“, 2014) über eine deutsch-finnische Liebesbeziehung während des Winterkriegs bekannt. Teil des Interesses für die neuere, finnische Geschichte ist auch Sirpa Kähkönen (* 1964), Gewinnerin zahlreicher Preise und bekannt für den siebenteiligen Kuopio-Zyklus. Die selbstbiografische Darstellung 36 uurnaa (36 Urnen) ist ihr neuestes Buch. Der 1990 im Kosovo geborene Pajtim Statovci errang mit seinen Romanen mehrere Preise.
In neuerer Zeit wurden immer mehr Kriminalromane auch ins Deutsche übersetzt. Zu den Autoren gehören Matti Rönkä, Taavi Soininvaara, Leena Lehtolainen, Aki und seine Frau Milla Ollikainen (A. M. Ollikainen) sowie der „König von Helsinki Noir“, Antti Tuomainen.
Vermittler der finnischen Kultur und Literatur im deutschen Sprachraum sind der Germanist Hans Fromm (Übersetzung des Kalevala) und in der jüngeren Generation Stefan Moster, der Werke von Rosa Liksom, Hannu Raittila, Kari Hotakainen, Mikko Rimminen, Markku Ropponen, Petri Tamminen und vielen weiteren finnischen Autoren übersetzte und 2001 mit dem staatlichen finnischen Übersetzerpreis ausgezeichnet wurde.

## Buchmarkt und literarische Institutionen
In Finnland erscheinen nach Island weltweit die meisten Bücher bezogen auf die Einwohnerzahl, nämlich insgesamt etwa 13–14.000 pro Jahr, davon ein Drittel Neuerscheinungen. Das Land war 2014 das Gastland der Frankfurter Buchmesse. In diesem Jahr wurden ca. 140 finnische Titel ins Deutsche und etwa halb so viele ins Schwedische übersetzt. Dadurch gewann Finnland wieder Anschluss an den Boom der nordischen Literatur, der sich insbesondere in der lukrativen Produktion von Kriminalromanen zeigt. Der Export zielt hauptsächlich auf den angloamerikanischen Sprachraum.

### Akademische Institutionen

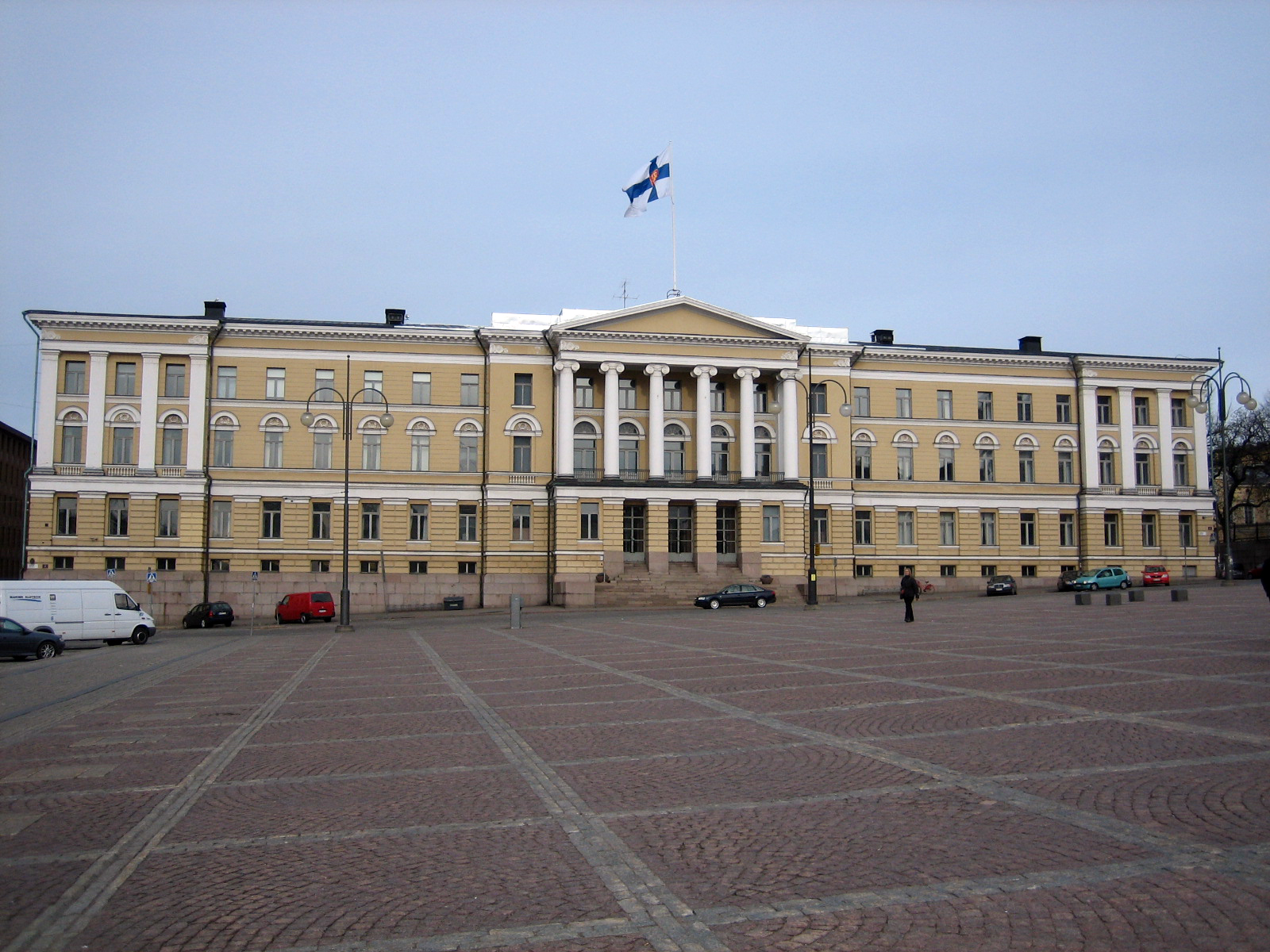
Das Hauptgebäude der Universität Helsinki am Senatsplatz

Matthias Alexander Castrén (1813–1852) wurde 1851 zum ersten Professor des neugeschaffenen Lehrstuhls für finnische Sprache und Literatur an der Universität Helsinki ernannt.

### Finnische Literaturgesellschaft

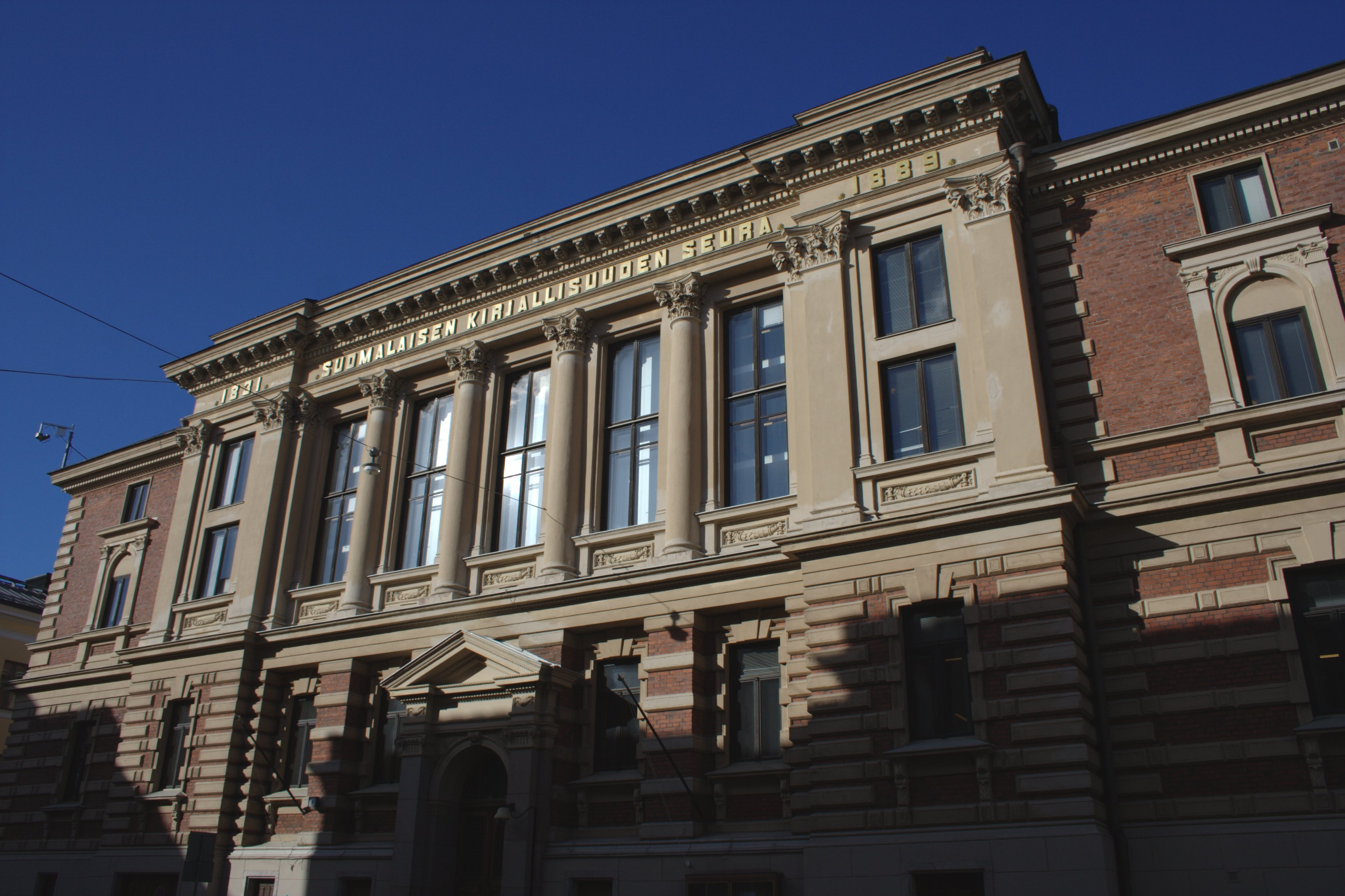
Fassade des Hauptsitzes der Finnischen Literaturgesellschaft in Helsinki

Die Finnische Literaturgesellschaft (finn. Suomalaisen Kirjallisuuden Seura oder SKS) wurde 1831 gegründet, um die in Finnisch geschriebene Literatur zu fördern. Zu ihren ersten Publikationen zählt Kalevala, das finnische Nationalepos. Sie ist Herausgeber der Finnish Literature Society Editions und veröffentlichte verschiedene breit angelegte Sammelwerke wie die 34-bändige Sammlung Suomen Kansan Vanhat Runot (Die alte Volksdichtung Finnlands), die Sammelwerke Suomen Kansan Sävelmiä (Finnische Volkslieder), Kalevalan Bunojen Historia (Geschichte der Kalevala-Lieder) und Suomalaisen teatterin historia (Geschichte des finnischen Theaters).

#### Volksdichtungsarchiv

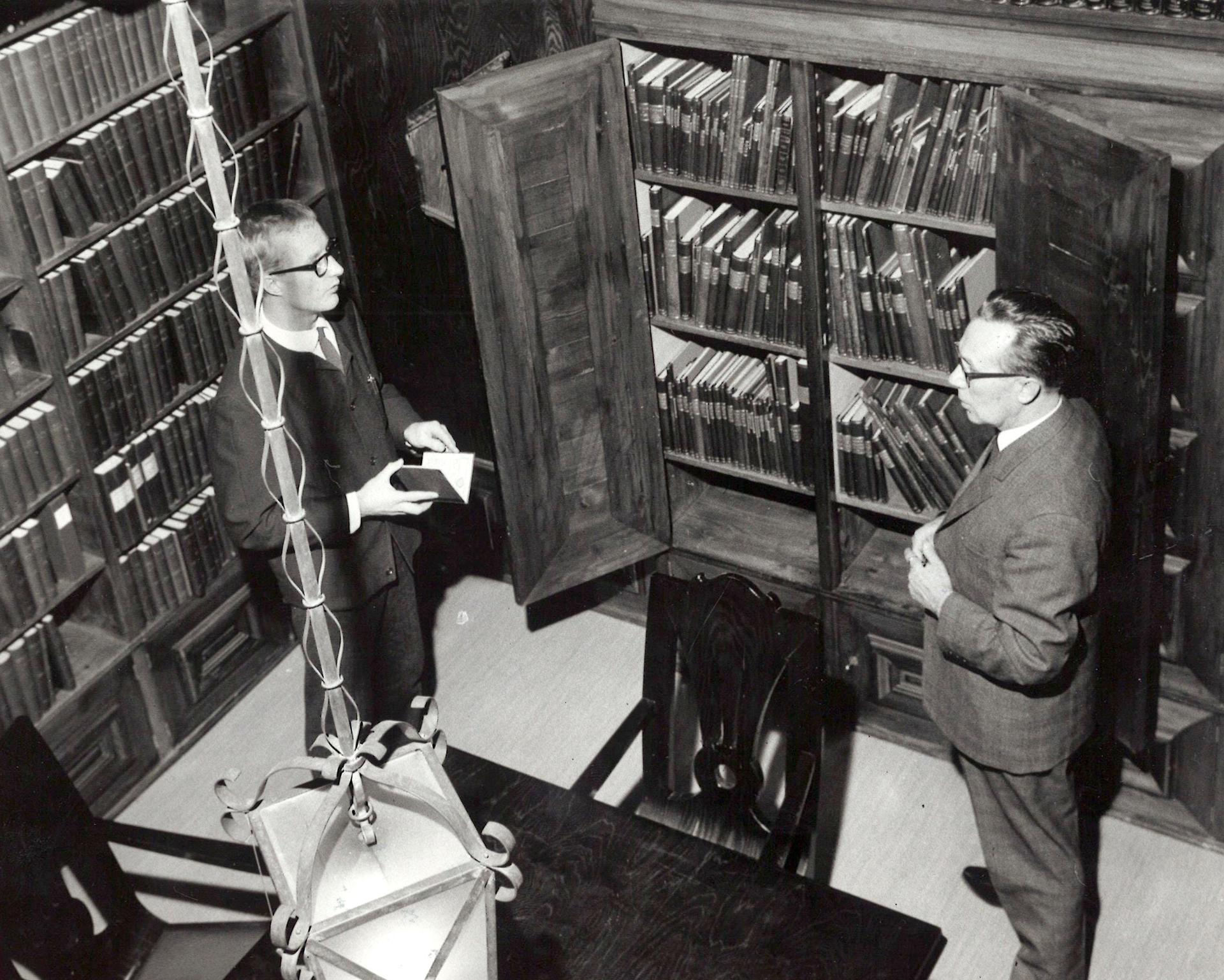
Das Volksdichtungsarchiv der Finnischen Literaturgesellschaft (1965)

Im großen Volksdichtungsarchiv der Finnischen Literaturgesellschaft werden die Ergebnisse der Sammelarbeit der Gesellschaft aufbewahrt und erforscht. Es ist das weltweit umfangreichste und größte Volksüberlieferungsarchiv.

### Finnlandschwedische Literatur

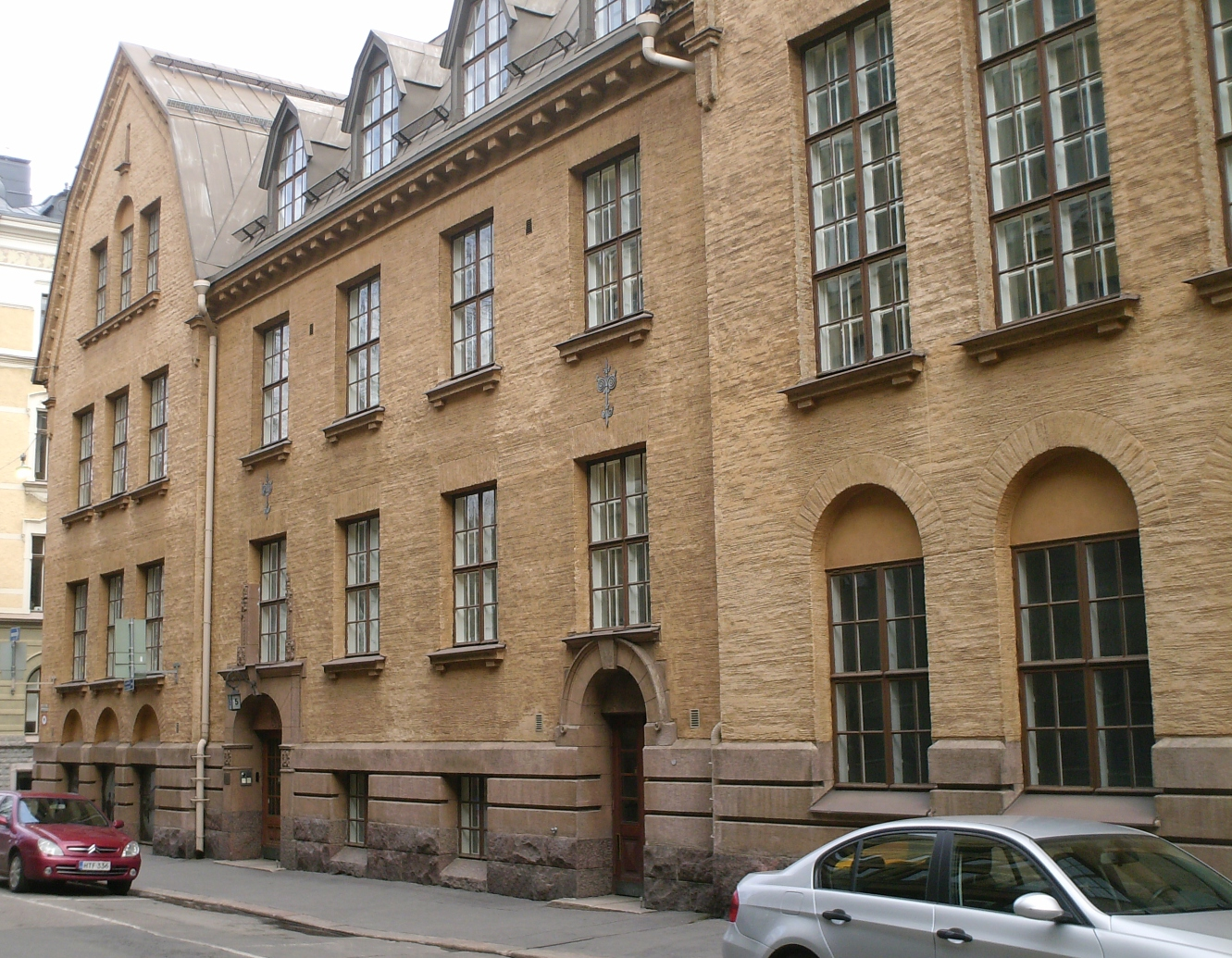
Sitz der Schwedischen Literaturgesellschaft in Finnland (schwed. Svenska litteratursällskapet i Finland) im Helsinkier Stadtteil Kronohagen (Kruununhaka)